# Branchiocapitella singularis
Branchiocapitella singularis is een borstelworm uit de familie Capitellidae.
De wetenschappelijke naam van de soort werd in 1932 gepubliceerd door Fauvel.